# Pleurotus ostreatus

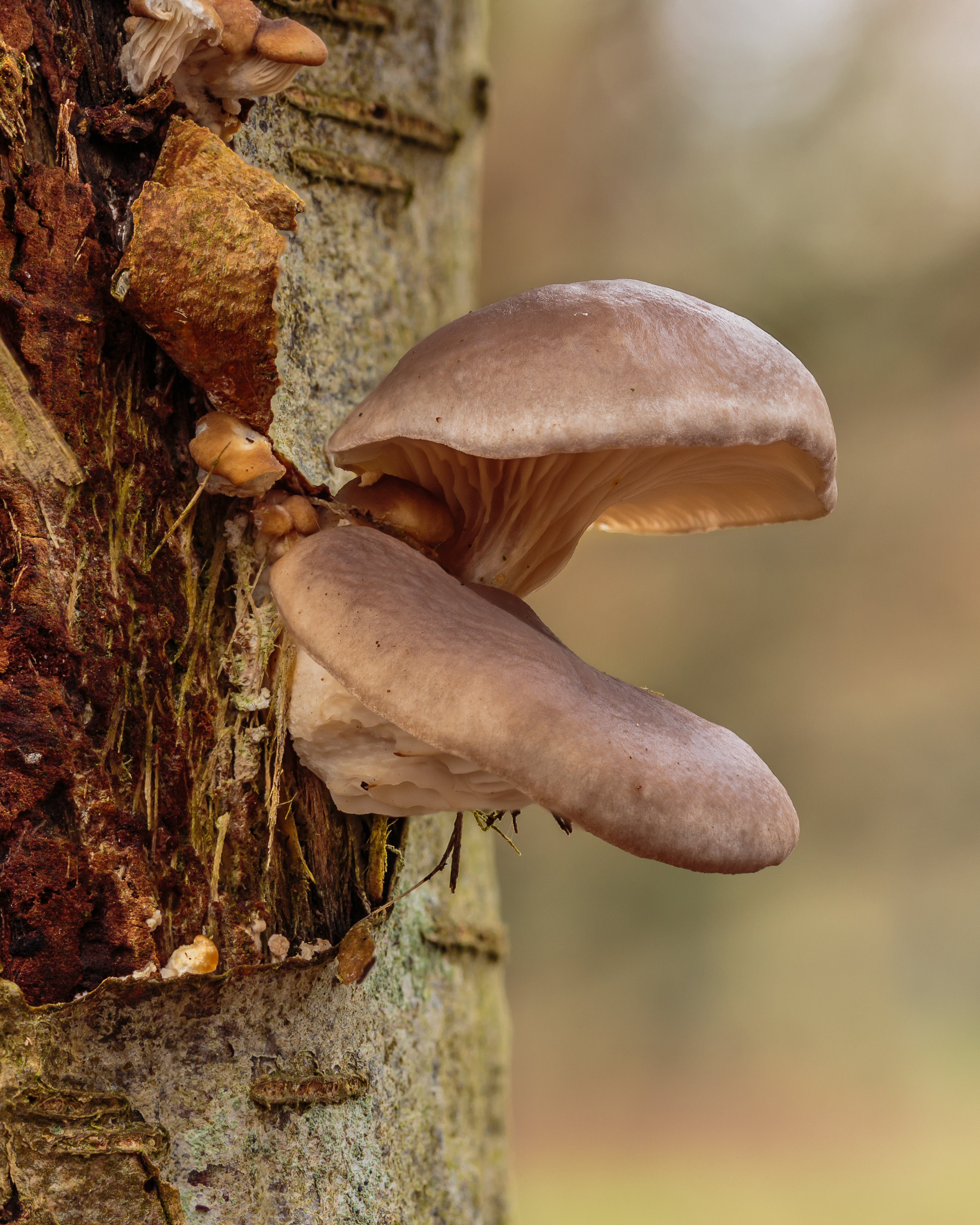
Pleurotus ostreatus en un tronco muerto.

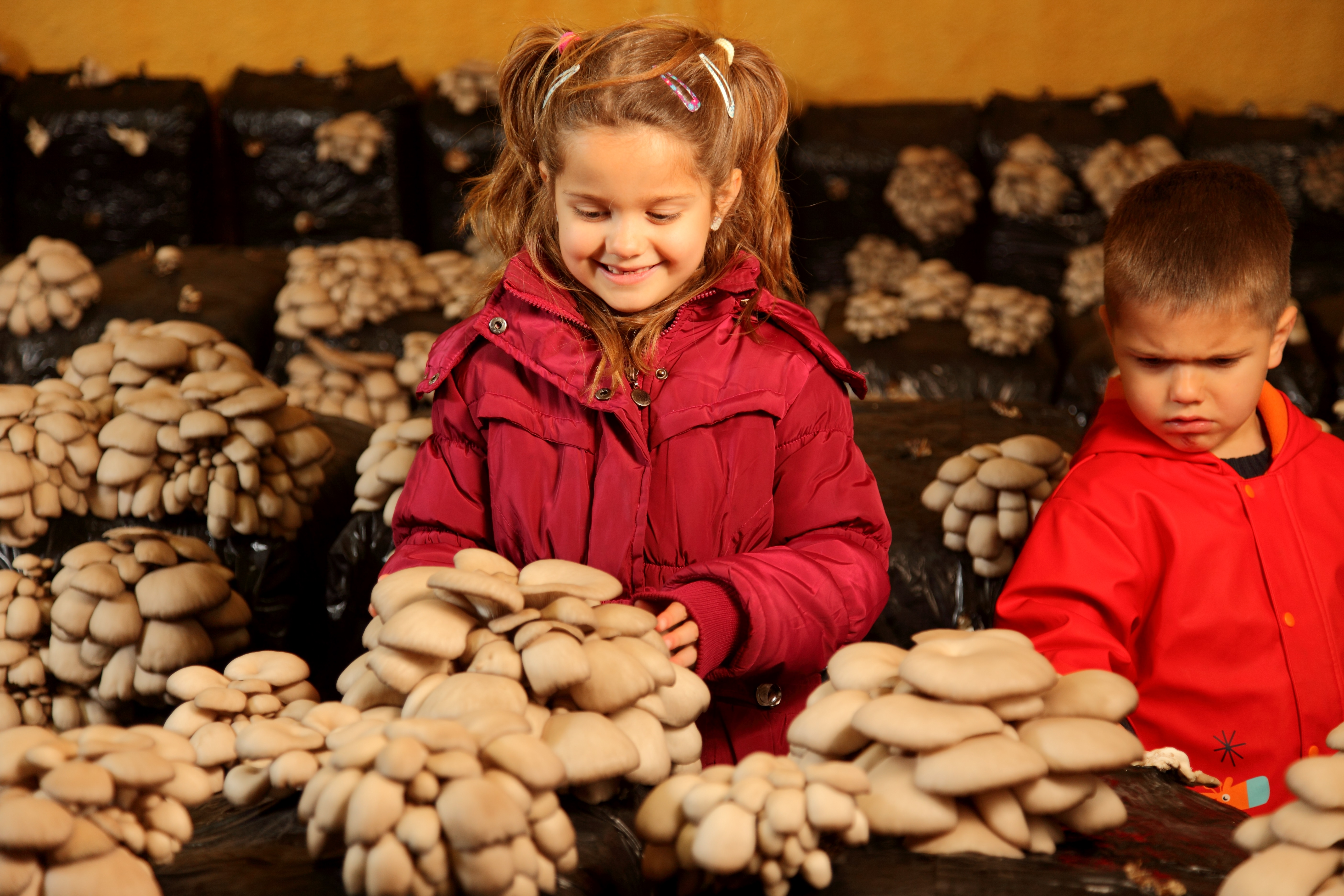
Cultivo de setas de ostra (Pleurotus ostreatus) en Pradejón (La Rioja).

La gírgola, seta de ostra, champiñón ostra o pleuroto ostra (Pleurotus ostreatus)  es una especie de hongo basidiomiceto del orden Agaricales, comestible. Se distribuye por gran parte del Holártico, en zonas templadas, aunque se cultiva en muchas partes del mundo. Es comestible, estrechamente emparentado con la seta de cardo (Pleurotus eryngii), que se consume ampliamente por su sabor y la facilidad de su identificación. No se debe confundir con el champiñón común o champiñón de París, cuyo nombre científico es Agaricus bisporus. Su cultivo ya estaba generalmente extendido por los países centroeuropeos de forma tradicional, aunque no fue hasta los años sesenta del siglo XX, que en Hungría, Alemania y la entonces Checoslovaquia ampliaron los fundamentos del cultivo de este hongo, extendiéndose así por el resto de Europa.

## Nombre
Tanto el nombre común como el latino se refieren a la forma de esta especie de seta. El vocablo latino pleurotus (pie desplazado) se refiere al crecimiento del estípite (pie) con respecto al sombrero o píleo, mientras que la palabra latina ostreatus (ostra) se refiere a la forma del sombrero en sí, que se asemeja al bivalvo del mismo nombre. En chino, estas setas son llamadas píng gū (平菇; literalmente "Hongo plano").

## Características
P. ostreatus presenta un sombrero de 5 a 20 cm de diámetro, con el pie desplazado hacia un lado y crece habitualmente junto a otros ejemplares superpuestos. La superficie es lisa y brillante; de color gris o gris oscuro, y en ocasiones, es decir, en algunas variedades como la columbinus, gris pardo o azulado. El margen del sombrero cambia con la edad, siendo enrollado en los ejemplares jóvenes y abierto en los adultos. Tiene las láminas apretadas, delgadas, decurrentes y de color blanquecino.
La carne es firme, algo dura en los ejemplares adultos, y de sabor y olor agradables. Crece naturalmente en la superficie de tocones y troncos de maderas blandas como el chopo, la haya o el sauce, entre otros.

## Observaciones
Es habitual su confusión con otros Pleurotus, como Pleurotus pulmonarius, más pequeño y de color blanquecino. 
La especie más cercana es la seta ostra Cornucopia (Pleurotus cornucopiae), más temprana (de mayo a julio) y que presenta láminas decurrentes (láminas o agujas que se extienden hasta el pie) hasta la base del pie donde forman alvéolos profundos.
Por su calidad para consumición como alimento es ampliamente cultivado para su comercialización y su gran distribución.

## Distribución geográfica y hábitat

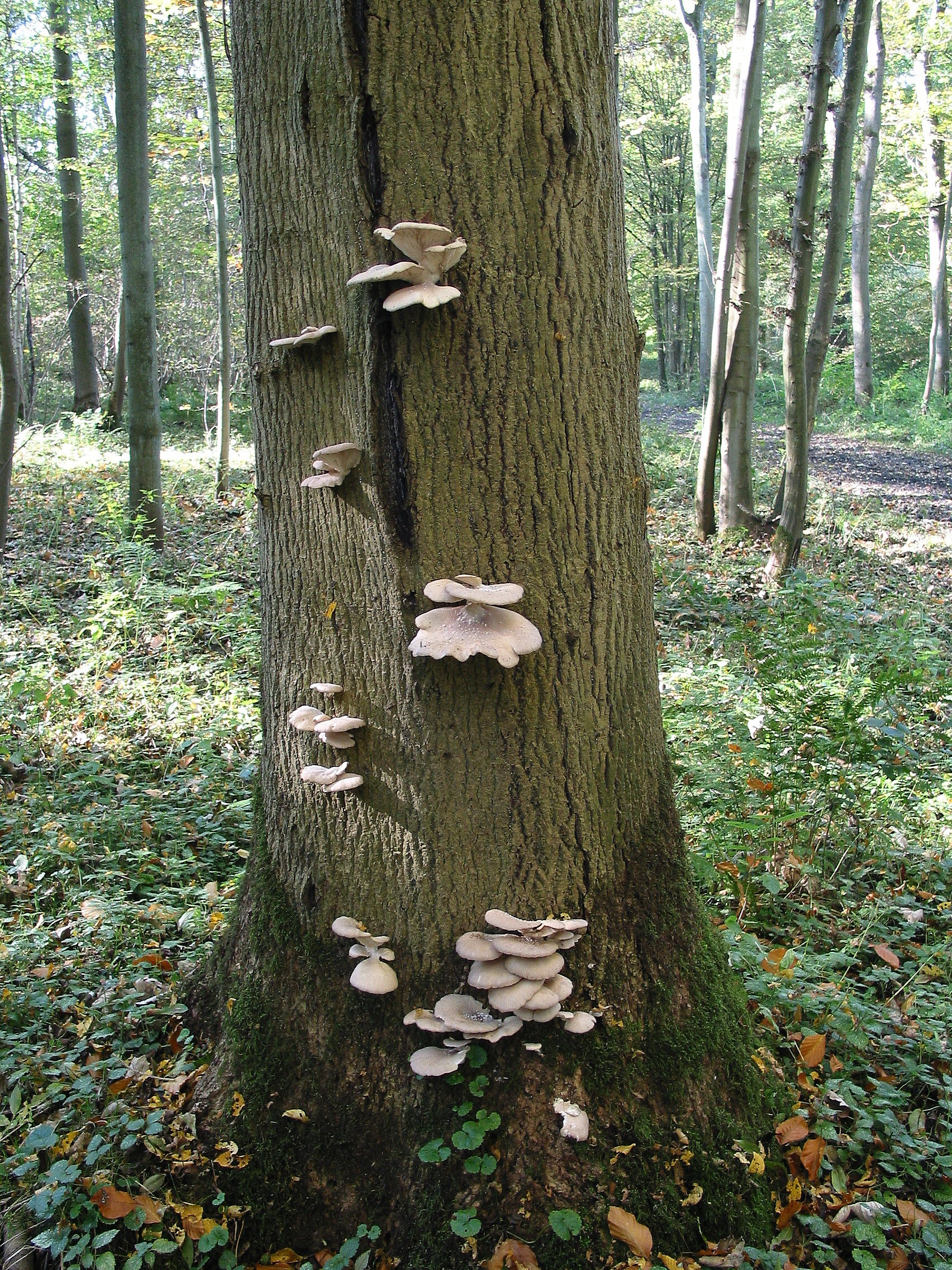
Setas ostra sobre un árbol.

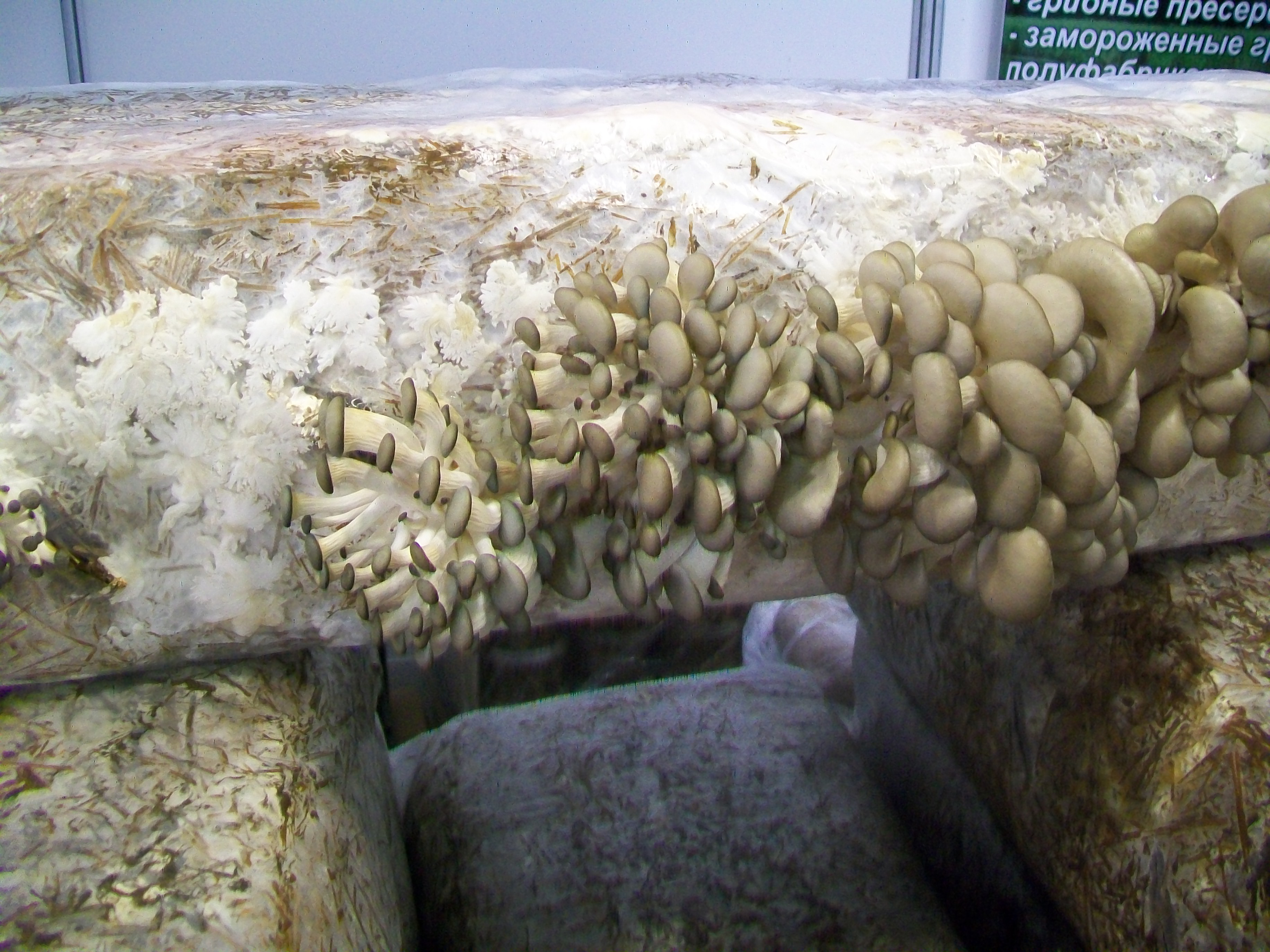
Un ejemplo de cultivo agrícola de setas ostra sobre paja.

La seta ostra está muy extendida en muchos bosques templados y subtropicales de todo el mundo, aunque está ausente en el Noroeste del Pacífico de Norteamérica, siendo sustituida por P. pulmonarius y P. populinus. Es un saprótrofo que actúa como descomponedor primario de la madera, especialmente de los árboles de hoja caduca, y de las hayas en particular. Se trata de un hongo white-rot wood-decay.
La seta ostra es una de las pocas setas carnívoras conocidas. Sus micelios pueden matar y digerir nematodos, lo que se cree que es una forma en la que la seta obtiene nitrógeno.
La seta de ostra estándar puede crecer en muchos lugares, pero algunas otras especies relacionadas, como la seta de ostra ramificada, sólo crecen en los árboles. Pueden encontrarse durante todo el año en el Reino Unido.
Aunque esta seta se ve a menudo creciendo en árboles de madera dura moribundos, sólo parece actuar saprofíticamente, en lugar de parasitariamente. A medida que el árbol muere por otras causas, P. ostreatus crece sobre la masa de madera muerta y moribunda, que aumenta rápidamente. En realidad, benefician al bosque al descomponer la madera muerta, devolviendo elementos vitales y minerales al ecosistema en una forma utilizable por otras plantas y organismos. 
Las setas ostra bioacumulan litio.

## Cultivo

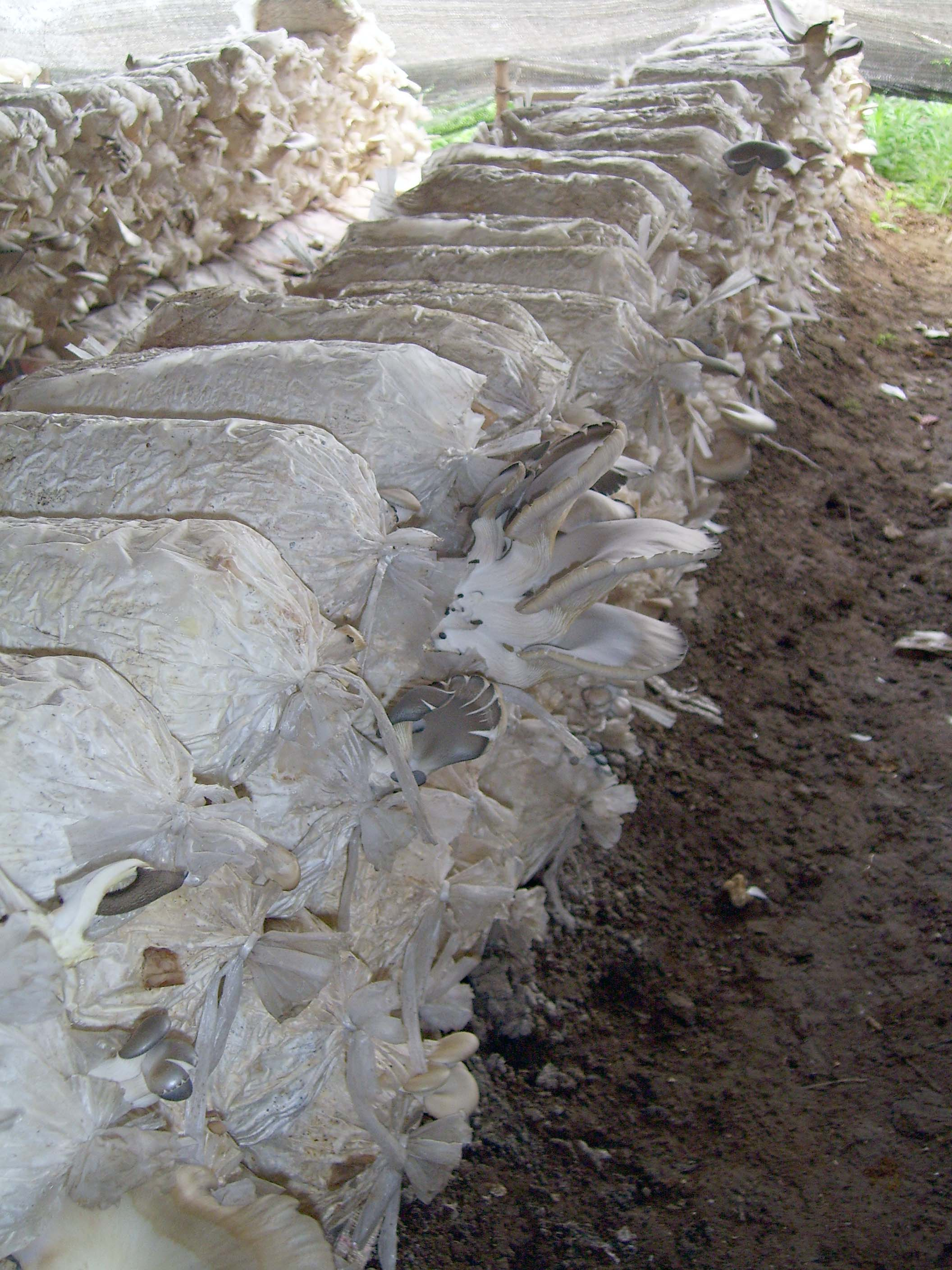
Cultivo de la seta de ostra.

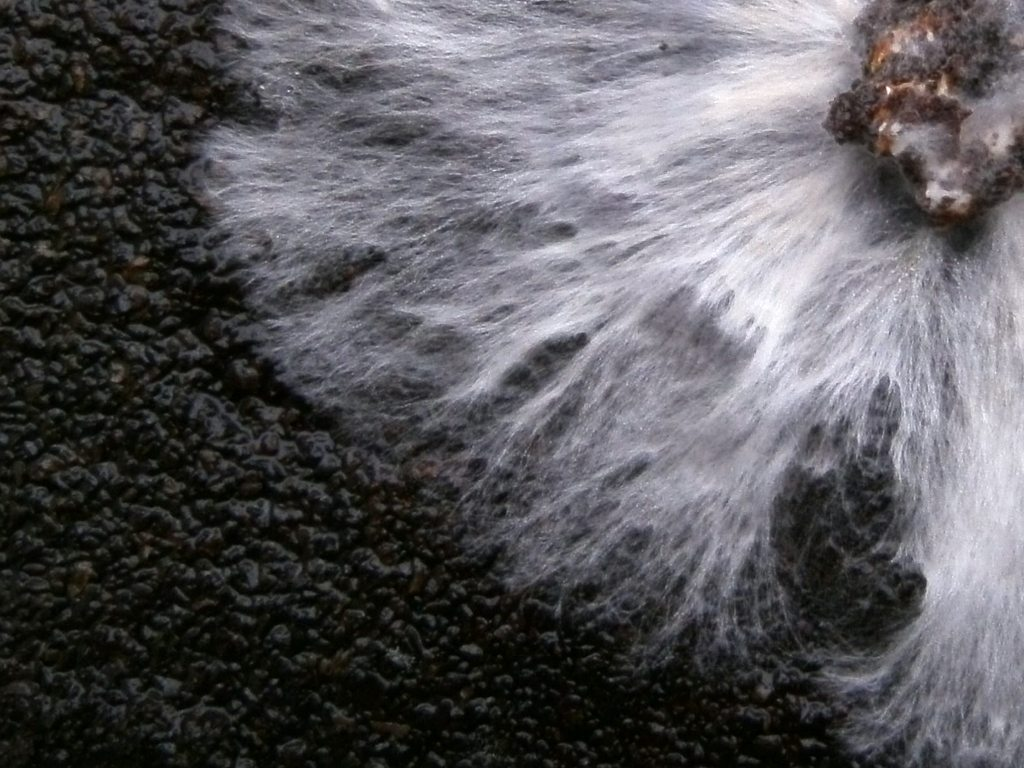
Micelio de la seta ostra sobre posos de café en una Placa de Petri.

Las setas ostra son unas setas comestibles muy populares y se cultivan en grandes cantidades. Se comercializan como setas de ternera (y con otros nombres de fantasía). Los principales sustratos utilizados son la madera y la paja, pero también se pueden utilizar otros residuos y subproductos agrícolas para su cultivo. Las condiciones óptimas de cultivo se dan de diferentes maneras, por ejemplo en un sustrato de serrín esterilizado con poca luz, temperatura constante entre 16 y 18 °C y una humedad constante del 83 al 85%.
Junto con el champiñón cultivado y el shiitake, la seta ostra es una de las tres setas cultivadas más importantes del mundo. Se declaró un volumen de cosecha anual de 2,5 millones de toneladas en todo el mundo para 2005/2006 y de 500 toneladas para 2008 en Alemania. Cuando se cultivan en interiores, las abundantes esporas liberadas pueden causar problemas de salud, ya que pueden desencadenar reacciones alérgicas si se inhalan.
Es posible cultivar hongos ostra en casa, en grandes bolsas de serrín o utilizando kits listos para cultivo.

## Nutrición y gastronomía
La seta de ostra, como otras setas, representa una fuente importante de selenio. El selenio es muy importante para el metabolismo humano, y ha demostrado ser uno de los micronutrientes que poseen un mayor efecto antioxidante y de protección contra algunos tipos de cáncer. Como muchas setas, esta seta de ostra es rica en ergotioneína y glutatión, potentes antioxidantes. Se aisló una lectina dimérica de los esporóforos comestibles frescos del hongo Pleurotus ostreatus. La lectina ejerció una potente actividad antitumoral en ratones portadores de sarcoma S-180 y hepatoma H-22. La supervivencia de estos ratones se prolongó y el aumento de peso corporal se redujo después del tratamiento con lectina.
Su alto contenido en polisacáridos conlleva una acción beneficiosa sobre el sistema inmunológico.[cita requerida]
Comparte con el resto de setas comestibles el hecho de contener un tipo de glúcidos que las enzimas humanas no pueden digerir, pero que pueden ser fermentados parcialmente por las bacterias del colon de manera que se comportan en el aparato digestivo humano de manera similar a la fibra alimentaria. La fibra y estos glúcidos se hinchan con el agua y regulan el tránsito intestinal. Las setas también aumentan la excreción de ácidos biliares y tienen propiedades antioxidantes e hipocolesterolemiantes.
La seta de ostra es un hongo muy apreciado en la gastronomía, pero algo menos que otro Pleurotus, la seta de cardo.

## Alergenicidad
Las esporas de Pleurotus ostreatus tienen propiedades alergénicas y pueden causar inflamación de los alvéolos pulmonares después de la inhalación, particularmente en los cultivadores de hongos ostra.

## Propiedades antimicrobianas y antifúngicas
Esta seta tiene propiedades antimicrobianas y antifúngicas, especialmente por su riqueza en terpenos.

## Usos

### Culinario

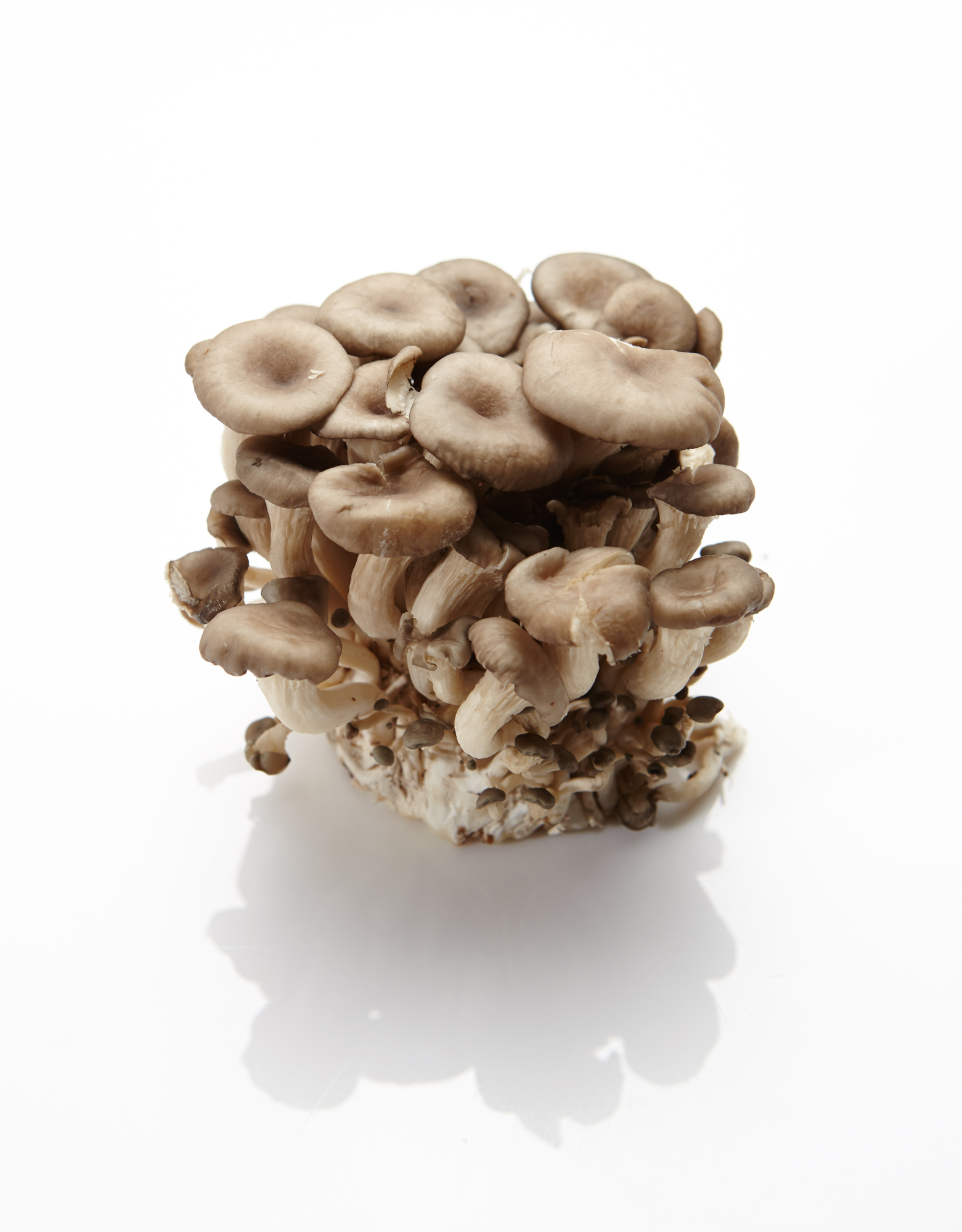
Setas ostra como se presentan en una tienda de comestibles coreana.

La seta ostra es una elección comestible, y es un manjar en la cocina japonesa, la coreana y la china. Suele servirse sola, en sopas, rellena o en recetas salteadas con salsa de soja. Las setas ostra pueden utilizarse en salsas, como la salsa de ostras. El sabor de la seta se ha descrito como suave, con un ligero olor similar al anís. Las setas ostra se utilizan en la cocina checa y en la eslovaca contemporánea en sopas y guisos de forma similar a la carne. La seta ostra es mejor cuando se recolecta joven; a medida que la seta envejece, la carne se vuelve dura y el sabor se vuelve acre y desagradable.
La carne es fláccida, a diferencia de otras setas o como los rebozuelos (Cantharellus cibarius), y por tanto no se pueden hacer a la plancha, sino que es mejor cocinarlas de forma más elaborada, en cocción o fritura, y utilizarlas como acompañamiento o en guarniciones o sopas.
Algunas especies tóxicas de Lentinellus son similares en apariencia, pero tienen branquias con bordes dentados y capuchones con pelos finos.

### Otros usos
El hongo ostra perla también se utiliza para crear ladrillos de micelio, muebles de micelio y productos similares al cuero.
Los hongos ostra se utilizaron para tratar suelos contaminados con gasóleo. El hongo fue capaz de convertir el 95% del petróleo en compuestos no tóxicos. P. ostreatus también es capaz de crecer y degradar bolsas de plástico oxo-biodegradable; también puede contribuir a la degradación de  polietileno verde.